# اولاوی لاکسونن
اولاوی لاکسونن (انگلیسی: Olavi Laaksonen; ۲۶ ژوئیهٔ ۱۹۲۱ – ۲۷ اکتبر ۲۰۰۴) بازیکن فوتبال، و سرمربی (فوتبال) اهل فنلاند بود.
از باشگاه‌هایی که در آن بازی کرده‌است می‌توان به باشگاه فوتبال تورون پالوسئورا اشاره کرد.